# 倉吉郵便局
倉吉郵便局（くらよしゆうびんきょく）は、鳥取県倉吉市にある郵便局。民営化前の分類では集配普通郵便局であった。

## 概要
住所：〒682-8799 鳥取県倉吉市昭和町2-129

## 沿革
- 1872年8月4日（明治5年7月1日） - 倉吉郵便取扱所として開設[1]。
- 1875年（明治8年）1月1日 - 倉吉郵便局（五等）となる。同年11月13日、為替取扱を開始。
- 1877年（明治10年） - 倉吉村ノ内倉吉郵便局に改称。
- 1879年（明治12年） - 貯金取扱を開始。
- 1883年（明治16年）10月 - 倉吉郵便局に改称。
- 1890年（明治23年）5月1日 - 倉吉郵便電信局となる。
- 1903年（明治36年）4月1日 - 通信官署官制の施行に伴い倉吉郵便局となる。
- 1956年（昭和31年）10月1日 - 電話通話および和文電報受付事務の取扱を開始[2]。
- 1966年（昭和41年）4月4日 - 倉吉市大正町から、同市巌城に局舎を新築、移転。
- 1970年（昭和45年）2月22日 - 上井郵便局[3]から集配業務を移管。
- 1989年（平成元年）3月13日 - 山守郵便局（〒682-05→〒682-04→〒682-0422）の集配業務を関金郵便局（〒682-04）に移管。
- 1991年（平成3年）10月1日 - 外国通貨の両替および旅行小切手の売買に関する業務取扱を開始。
- 2006年（平成18年）10月16日 - 高城郵便局（〒682-0699→〒682-0602）、関金郵便局（〒682-0499→〒682-0411）、はわい郵便局（〒682-0799→〒682-0702）、北条郵便局（〒689-2199→〒689-2114）、由良郵便局（〒689-2299→〒689-2221）から集配業務を移管[4]。
- 2007年（平成19年）10月1日 - 民営化に伴い、併設された郵便事業倉吉支店に一部業務を移管。
- 2012年（平成24年）10月1日 - 日本郵便株式会社発足に伴い、郵便事業倉吉支店を倉吉郵便局に統合。
- 2019年（令和元年）10月15日 - 泊郵便局（〒689-0699→〒689-0601）、松崎郵便局（〒689-0799→〒689-0714）から集配業務を移管。

## 取扱内容
- 郵便、印紙、ゆうパック、内容証明
- 貯金、為替、振替、振込、国際送金、国債、投資信託
- 生命保険、バイク自賠責保険、自動車保険、変額年金保険
- 地方公共団体事務（倉吉市ごみ袋の販売）
- ゆうちょ銀行ATM
- 倉吉市内ならびに東伯郡湯梨浜町内および北栄町内全域（〒682-00xx、682-08xx、682-85xx、682-86xx、682-87xx、682-04xx、682-06xx、682-07xx、689-06xx、689-07xx、689-21xx、689-22xx）の集配業務
- ゆうゆう窓口

## 周辺
- 倉吉パークスクエア
- 国道179号

## アクセス
- 日本交通バス 倉吉パークスクエア北口停留所下車
- 北条倉吉道路 倉吉ICから東へ約3.5km
- 駐車場あり：20台